# Liste des maires de Jérusalem
Cet article regroupe la liste des maires de Jérusalem.
Avant 1917, la ville était sous contrôle ottoman. Elle fut conquise par les Britanniques en 1917. Ils s'en virent confier le mandat en 1920 (officialisé en 1922). En 1948, la ville fut partagée entre Israël et la Jordanie et en 1967, la ville passe entièrement sous contrôle israélien. Aujourd'hui, elle est revendiquée comme capitale par Israël et pour un futur État palestinien.

## Maires de Jérusalem (Empire ottoman, avant 1920)
- Moussa al-Alami (1879-1881)
- Salim al-Husseini (1882-1897)
- Yousef Al-Khalidi (en) (1899-1907)
- Faidi al-Alami (1907-1909)
- Hussein al-Husseini (1909-1917)

## Contrôle britannique (1917-1920)

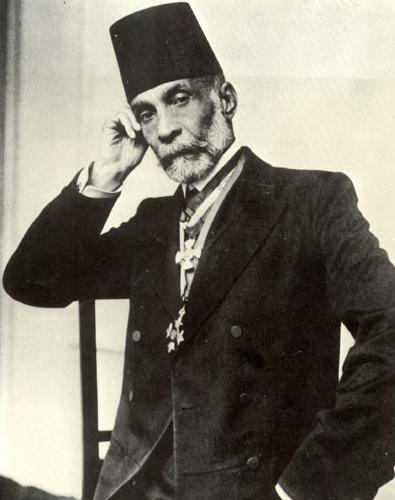
Moussa Qazem al-Husseini fut maire de Jérusalem de 1918 à 1920.

- Ronald Storrs, gouverneur militaire (1917)
- Aref al-Dajani (1917-1918)
- Moussa Qazem al-Husseini (1918-1920)

## Mandat de Palestine (1920–1948)

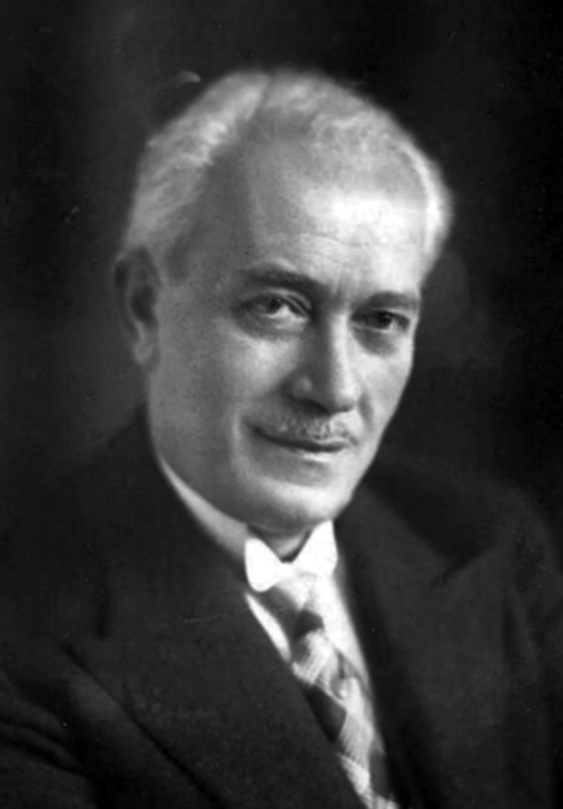
Raghib al-Nashashibi fut maire de Jérusalem de 1920 à 1934.

- Raghib al-Nashashibi (1920-1934)
- Hussein al-Khalidi (1934-1937)
- Daniel Auster (1937-1938)
- Mustafa al-Khalidi (en) (1938-1944)
- Daniel Auster (1944-1945)
- Conseil municipal (1945-1948)

## Maires de Jérusalem-Est (Jordanie, 1948–1967)
- Anwar Al-Khatib (en) (1948-1950)
- Aref al-Aref (1950-1951)
- Hanna Atallah (1951-1952)
- Omar Wa'ari (en) (1952-1955)
- Conseil municipal (1955-1957)
- Ruhi al-Khatib (en) (1957-1967)

Le bureau du maire de Jérusalem-Est a été dissout en 1967 à l'issue de la guerre des Six Jours et du retrait de la Jordanie de Jérusalem occupée. Le poste de maire de Jérusalem-Est devient alors uniquement honorifique. À la mort d'al-Khatib en 1994, il fut remplacé à ce poste par Amin al-Majaj (en) (1994-1999), puis par Zaki al-Ghul (en) (depuis 1999).

## Maires de Jérusalem-Ouest (Israël, 1948–1967)
- Gouverneur militaire (1948-1949)
- Daniel Auster (1949-1950)
- Zalman Shragai (en) (1951-1952)
- Yitzhak Kariv (en) (1952-1955)
- Gershon Agron (1955-1959)
- Mordechai Ish-Shalom (1959-1965)
- Teddy Kollek (1965-1967)

## Maires de Jérusalem (Israël, 1967-présent)

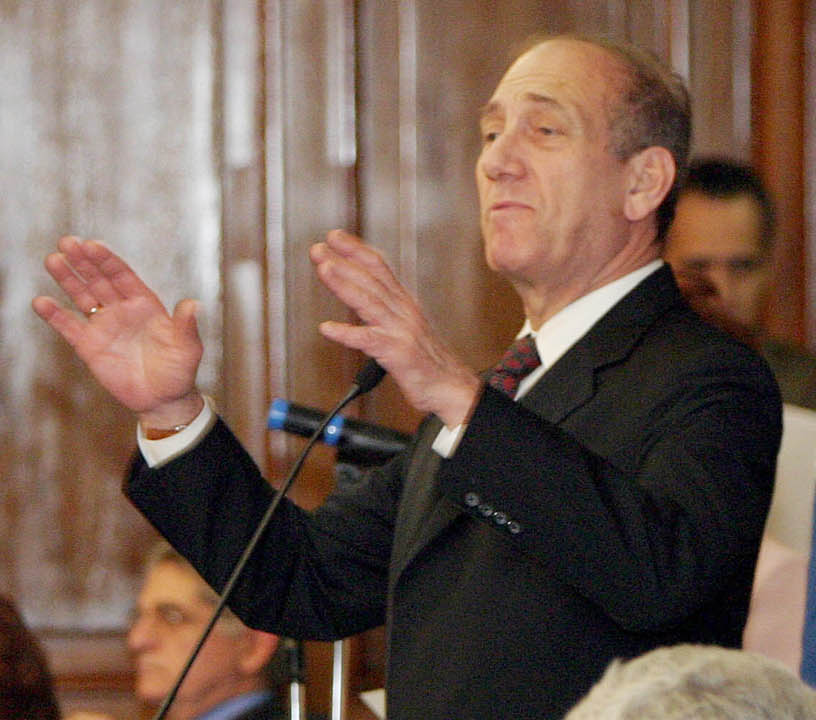
Ehud Olmert fut maire de Jérusalem de 1993 à 2003.

- Teddy Kollek (1967-1993)
- Ehud Olmert (1993-2003)
- Uri Lupolianski (2003-2008)
- Nir Barkat (2008-2018)
- Moshe Lion (depuis 2018)